# Mary-Annick Morel
Mary-Annick Morel, née le 29 septembre 1944, est professeure des universités, spécialiste de la grammaire française et tout particulièrement du français oral spontané.

## Carrière
Agrégée de grammaire, elle a exercé les fonctions de professeur à l'université Sorbonne-Nouvelle (Paris 3) entre 1983 et 2009, à la direction de l'équipe Recherches sur le français contemporain qu'elle a créée. Elle poursuit ses activités en tant que professeure émérite, notamment comme rédactrice en chef de la revue l'Information grammaticale, depuis 1990, et coresponsable, depuis 1991, de la revue Faits de langues. 
Elle a dirigé plus de 50 thèses de doctorat durant l'exercice de ses fonctions.

## Recherches
Son premier ouvrage est issu de sa thèse de doctorat qui portait sur l'expression de la concession en français, à partir d'une grande variété de corpus y compris de l'oral spontané.
Le livre sur la Grammaire de l'intonation, écrit avec Laurent Danon-Boileau, appliqué à la langue française, représente son apport le plus important à la linguistique ; elle y défend la complémentarité des différents paramètres de la prosodie (la variation mélodique, la variation de l'intensité et les variations de durée - rythme ou débit) et des informations morphosyntaxiques (appelées aussi segmentales). 
Les auteurs rattachent le fonctionnement de l'intonation à l'acte d'énonciation et proposent une "théorie de la coénonciation" autour de l'anticipation par la personne qui parle de la pensée et des réactions de la personne qui écoute  pour rendre compte notamment des mouvements de l'intensité, de la mélodie et les fluctuations de durée . Selon eux, ces trois paramètres conservent dans toutes les langues un fondement iconique (les montées mélodiques signifiant un appel à l'autre, les montées de l'intensité un souhait d'imposer à l'autre son droit à la parole, et l'allongement des durées une difficulté du dire) . La combinatoire de ces paramètres montre le degré d'égocentrage de la personne qui parle ou bien le degré d'articulation à la pensée de l'autre. Cette théorie a inspiré de nombreux travaux sur d'autres langues que le français, comme le turc, le russe, le japonais, le thai, l'anglais...
Son dernier ouvrage en collaboration avec Danielle Bouvet, Le ballet et la musique de la parole (Ophrys, 2004) propose d'élargir les limites de la grammaire de l'oral en y intégrant les indices posturo-mimo-gestuels et notamment les mouvements du regard.

## Ouvrages
- Parole multiple : aspect rhétorique, logique, énonciatif et dialogique, avec Roland Grunig et Jacqueline Authier, éd. Centre de recherche de l'universite de Paris VIII, 1982
- Analyse linguistique d'un corpus de dialogues homme/machine, èd. Presses Sorbonne Nouvelle, 1989[15]
- La stylistique aux concours, avec Geneviève Petiot et Roland Éluerd, éd. Champion, 1992[16]
- La deixis, dirigé avec Laurent Danon-Boileau, éd. PUF, 1992[17]
- La concession en français, Ophrys, collection l’Essentiel, 1996[18]
- Grammaire de l'intonation, l'exemple du français, avec Laurent Danon-Boileau, 1998[19]
- Le ballet et la musique de la parole : le geste et l'intonation dans le dialogue oral en français, avec Danielle Bouvet, Ophrys, 2002[20]
- Frontières, du linguistique au sémiotique, (dir., avec Dominique Delomier), éd. Lambert-Lucas, 2009.

## Hommage
Un colloque est organisé en son hommage le 13 septembre 2008 à l'Université Paris III.